# Angélica M. Arambarri

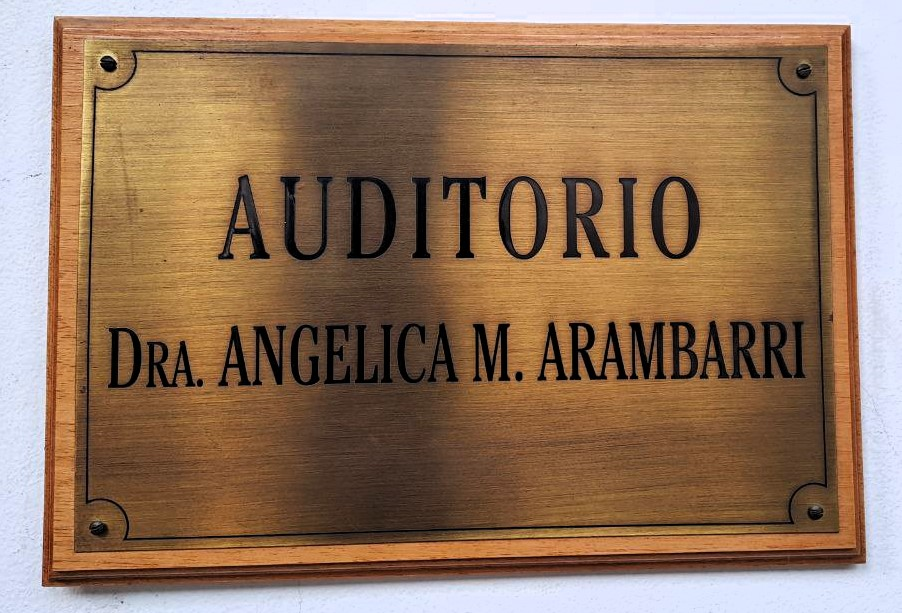
Placa conmemorativa en el Auditorio de la Facultad de Ciencias Naturales y Museo

Angélica Margarita Arambarri (La Plata, 22 de abril de 1945 - 11 de diciembre de 2012) fue una botánica y micóloga argentina. Fue vicedecana de la Facultad de Ciencias Naturales y Museo de la Universidad Nacional de la Plata, Argentina.

## Trayectoria
En 1982 obtuvo un doctorado en Ciencias Biológicas en la Facultad de Ciencias Naturales y Museo de la Universidad Nacional de La Plata. En esa institución se desempeñó como consejera superior, consejera académica, miembro del Consejo Consultivo Departamental de Botánica y vicedecana durante dos períodos. Fue jefa de la División Micología del Instituto C. Spegazzini en la misma facultad.
Fue profesora titular e investigadora principal del Consejo Nacional de Investigaciones Científicas y Técnicas (CONICET).
Recibió el premio Luis Federico Leloir en Micología por parte de la Academia Nacional de Ciencias Exactas, Físicas y Naturales.
Luego de fallecida le fue otorgado el título de Profesora Extraordinaria en la categoría "Eméritos" por parte de la Facultad de Ciencias Naturales y Museo de la Universidad Nacional de La Plata, dándose al Auditorio de Posgrado de esa facultad el nombre de "Doctora Angélica Margarita Arambarri".

## Algunas publicaciones
- TRONCOZO, MI, SAPARRAT, MCN, ROCCA, M, ARAMBARRI, AA, BALATTI, PA. 2005. “Crecimiento y celulólisis de hongos asociados a la hojarasca de bosques de Celtis tala y Scutia buxifolia. Resultados preliminares”. En: “1ª Jornadas de Jóvenes Investigadores 2005”. Fac. Cs. Nat. y Museo, UNLP. La Plata. Actas de las Jornadas : 22

- SAPARRAT, MCN, ROCCA, M, ARAMBARRI, AA, BALATTI, PA. 2005. “Actividad extracelular de enzimas lignocelulolíticas de hongos asociados a hojarasca de bosques de Celtis tala Gill. ex Planch. y Scutia buxifolia Reiss”. En: “XXX Jornadas Argentinas de Botánica”, 2005, Rosario, Santa Fe. Bol. de la Soc. Arg. de Botánica 40 (Suplemento) : 167

- SAPARRAT, MCN, MARTÍNEZ, M, MARTÍNEZ, A, ARAMBARRI, AA. 2004. Degradación de β-sitosterol por Basidiomycetes lignívoros en cultivo líquido y su relación con la producción de enzimas ligninolíticas extracelulares. Rev. Mexicana de Micología 19 : 17 - 21

- SAPARRAT, MCN, HAMMER, E, SCHAUER, F, ARAMBARRI, AA. 2004. Transformación y detoxificación de bifenilo por Pestalotiopsis guepinii (Deuteromycetes). CD-ROM XIX Congreso Arg. Ciencia Suelo, Paraná, Entre Ríos, Argentina

- SAPARRAT, MCN, CABELLO, M, ARAMBARRI, AA. 2002. Crecimiento y actividad lacasa extracelular de Tetraploa aristata (Deuteromycetes). CD-ROM XVIII Congreso Arg. Ciencia del Suelo, Puerto Madryn, Argentina

- SAPARRAT, MCN, CABELLO, M, ARAMBARRI, AA. 2002. Extracellular laccase activity in Tetraploa aristata. Biotechnology Letters 24 : 1375 - 1377

- CAZAU, MC, CABELLO, M, ARAMBARRI, AM. 2000. Estudio comparativo de la micoflora de Río Santiago (Buenos Aires, Argentina), utilizando técnicas de taxonomía numérica. Rev. Iberoamericana de Micología

- SAPARRAT, MCN, BUCSINSZKY, AMM, ARAMBARRI, AM. 1998. Actividad oxidasa-peroxidasa ligninolítica extracelular de algunos micromicetes aislados de distintas regiones de la República Argentina. Proc. of Workshop-Bericht. Biorremediation of Polluted Areas 18 : 179 - 183

- ROMERO, MC, SALVIOLI, ML, CAZAU, MC, ARAMBARRI, AM. 1998. Biotransformación fúngica de pireno. Proc. of Workshop-Bericht. Biorremediation of Polluted Areas 18 : 184 - 189

- ROMERO, MC, CAZAU, MC, GIORGIERI, S, ARAMBARRI, AM. 1998. Crecimiento de Rhodotorula glutinis en pireno, aislada de áreas contaminadas. Proc. of Workshop-Bericht. Biorremediation of Polluted Areas 18 : 173 - 178

- PENA, Nora I, ARAMBARRI, Angélica M. 1998. Hongos marinos lignícolas de la laguna costera de Mar Chiquita (provincia de Buenos Aires, Argentina), ascomycotina y deuteromycotina sobre Spartina densiflora. Darwiniana 35 (1-4 ) : 31 - 57

- PENA, Nora I, ARAMBARRI, Angélica M. 1998. 1998. Hongos marinos lignícolas de la provincia de Buenos Aires, (Argentina) IV. Darwiniana 35 (1-4 ): 69 - 74

- CABELLO, Marta, ARAMBARRI, Angélica M, CAZAU, María Cecilia. 1998. Minimidochium parvum, a new species of hyphomycete from Argentina. Myc. Research 102 ( 3) : 383 - 384

- ROMERO, MC, CAZAU, MC, GIORGIERI, S, ARAMBARRI, Angélica Margarita. 1998. Phenanthrene degradation by microorganisms isolated from a contaminated stream. Env. Pollution 101 ( 3 ): 355 - 359

- PENA, Nora I, ARAMBARRI, Angélica M. 1997. Argentinomyces naviculisporis gen. et sp. nov., a new marine lignicolous ascomycete from Mar del Plata, Argentina. Mycotaxon. 65 : 331 - 337

- ARAMBARRI, Angélica M, CABELLO, Marta N, CAZAU, María Cecilia. 1997. Gyrothrix flagelliramosa sp. nov., a new hyphomycete from Argentina. Myc. Research 101 (12 ): 1529 - 1530

- COLOMBO, Juan C, CABELLO, Marta, ARAMBARRI, Angélica MMargarita. 1996. Biodegradation of aliphatic and aromatic hydrocarbons by natural soil microflora and pure cultures of imperfect and lignolitic fungi. Env. Poll. 94 ( 3 ): 355 - 362

- ARAMBARRI, AM, CABELLO, MN. 1996. Circinella lacrymispora sp. nov.: a new mucoral isolates from argentine soils. Mycotaxon. 57 (7 ): 145 - 149

- GODEAS, AM, ARAMBARRI, Angélica Margarita. 1996. Helicoon septatissimum sp. nov.: a new species from Tierra del Fuego (Argentina). Mycotaxon. 60 : 481 - 484

- PENA, Nora I, ARAMBARRI, AM, NEGRI, Rubén M. 1996. Hongos marinos lignícolas de Mar del Plata (Provincia de Buenos Aires, Argentina). Darwiniana 34 ( 1-4 ) : 267 - 273

### Libros
- mario c. nazareno Saparrat, Angélica m. Arambarri, marta noemí Cabello. 2000. Estudio de la producción de lacasas fúngicas extracelulares en diferentes cepas autóctonas. Ed. La Plata. 234 pp.

- Angélica m. Arambarri, horacio a. Spinedi. 1989. Mixomicetes antárticos. Nº 365 de Contribución del Inst. Antártico Arg. 12 pp.

- 1975. Myxophyta, Myxomycetes: Ceratiomyxales, Physarales, Stemonitales, Trichiales y Liceales. Vol. 2 de Flora criptogámica de Tierra del Fuego. Fundación para la Educación, la Ciencia y la Cultura. 107 PP.

- La abreviatura «Aramb.» se emplea para indicar a Angélica M. Arambarri como autoridad en la descripción y clasificación científica de los vegetales.[6]